# سيدي مروان
سيدي مروان، بلدية تابعة لدائرة سيدي مروان بولاية ميلة الجزائرية.

## تاريخية
تعتبر المنطقة من المراكز القديمة في الشرق الجزائري، حيث كانت عبارة عن زاوية أو مكان لأحد الدراويش يدعى«مروان»، وتبعا لتقاليد السكان في القديم واحترام الدراويش واعتبارهم كأولياء صالحين لقبوها«بسيدي مروان».
هذا رأي بعض كبار المسنين، أما الرأي الثاني فيرى أن التسمية تعود إلى مرور ضيف بالمنطقة فأكرمه مروان (أحد الأهالي) ولما عاد إلى أهله سألوه أين كان، وتقديرا للضيافة والإكرام قال لهم:«كنت عند سيدي مروان».والرأي الأول هو الأرجح.
تعود نشأة المركز لسيدي مروان إلى عام 1874 وتحولت إلى رتبة بلدية سنة:1880، حسب مرسوم 23 نوفمبر 1880 أما بعد الاستقلال وفي سنة 1963 ضُم إلى بلدية القرارم واعتبر كتجمع سكاني ثانوي فقط. وفي سنة 1984 وبمقتضى المرسوم الصادر من طرف اللجنة المركزية في إعادة التنظيم الإقليمي للتراب الوطني أصبح سيدي مروان بلدية تتمتع بجميع الصلاحيات الإدارية، تابعة لدائرة القرارم قوقة ولاية ميلة.
وفي إطار التقسيم الإداري الجديد تم ترقية البلدية إلى رتبة دائرة سنة:1991.

## الموقع الجغرافي
تقع منطقة سيدي مروان في إقليم الشرق الجزائري، ضمن حوض ميلة وعلى: 
ارتفاع:292 م
خط العرض: 36°31‘14"N
خط الطول: 6°15‘39"E 
يحده من الشمال والشمال الغربي جبل «مول لمسيد» الذي يبلغ ارتفاعه 1292م. وهذه السلاسل الجبلية ذات التكوينات الكلسية تعتبر بمثابة الحاجز الطبيعي للمؤثرات البحرية التي أثرت بدورها على المناخ الحيوي للمنطقة.
أما من الجنوب فيحده جبل«مسيد عيشة» الذي يبلغ ارتفاعه 1462م. تبلغ مساحة بلدية سيدي مروان حوالي: 33,27 كلم2.

## الموقع الإداري
بلدية سيدي مروان تحدها من والشمال الغربي بلدية الشيقارة، ومن الشرق والشمال الشرقي بلدية القرارم قوقة، ومن الجنوب الغربي بلدية زغاية.
تبلغ مساحة بلدية سيدي مروان حوالي: 33,27 كلم2. ويبلغ عدد سكانها حسب الإحصائيات الأخيرة (أفريل 2008) 23088 نسمة.

## أهمية الموقع
بلدية سيدي مروان، رغم عزلتها عن الطرق الوطنية فهي تتميز بموقعها الجغرافي وإقليمها المعتدل، بالإضافة إلى إحاطتها بالأودية (واد الرمال وواد النجاء) فقد تم إنجاز سد بني هارون الذي يساعد على ممارسة الزراعة بالمنطقة.
تتميز البلدية زراعة الحبوب، الزيتون، الأشجار المثمرة، الخضر والفواكه، الأعلاف.
يمارس بالمنطقة نشاط تربية المواشي خصوصا الأبقار والأغنام والدجاج.

## وصلات خارجية
- موقع عن البلدة

من بين قاطنيها: